# Mina Megalópolis

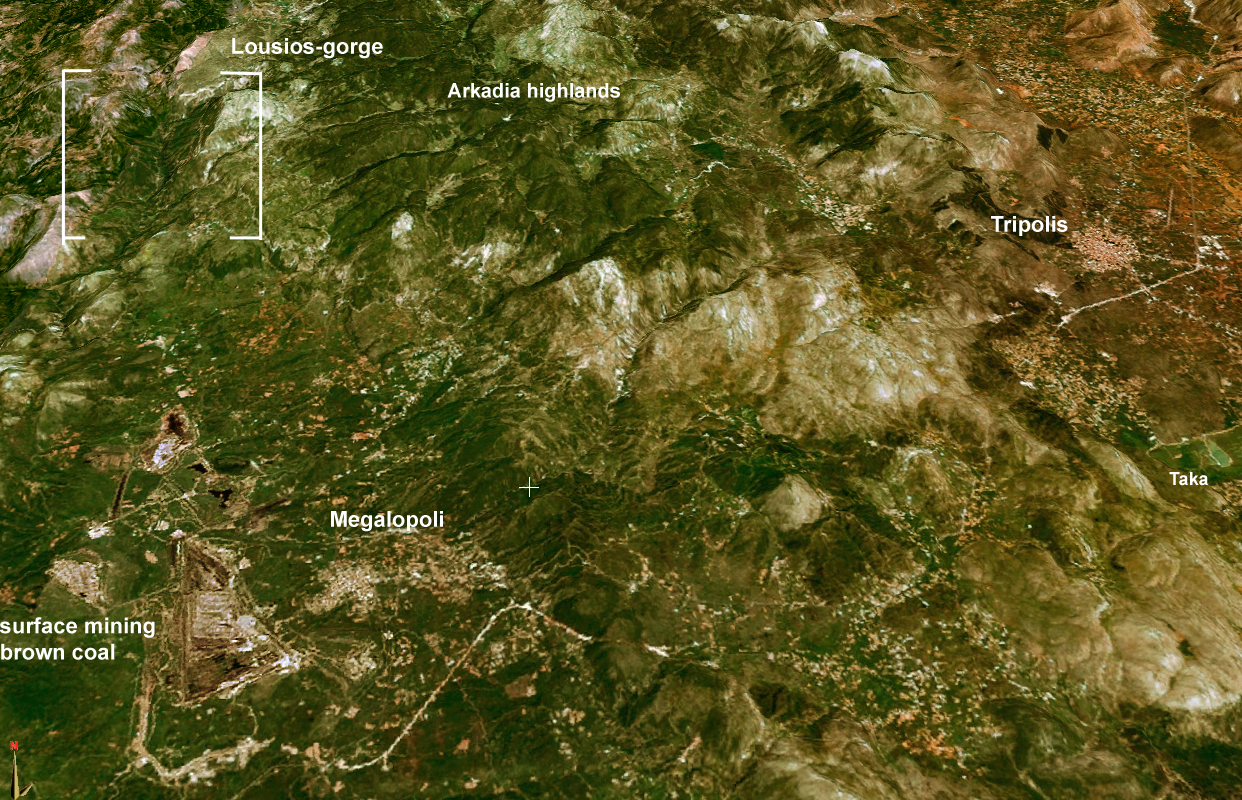
Imagen de Landsat 7 que muestra la mina en relación con Megalópolis.

La mina Megalópolis es una gran mina de lignito y carbón a cielo abierto propiedad de la Corporación de Energía Pública de Grecia que comenzó a principios de la década de 1970 después de la finalización de la central eléctrica de Megalópolis. Extrajo aproximadamente 40 km² o 4.000 ha de los cuales de 25 a 30 km² o de 2.500 a 3.000 hectáreas de tierra han sido extraídos con una extensión de tiempo de 37 años, es la mina más grande del Peloponeso y el sur de Grecia y está clasificada cerca de Amyntaio y después de Ptolemaida.
El carbón se envía en el lado oeste, las carreteras sólo para camiones de transporte están en el medio de la mina.

## Historia
La mina comenzó en la década de 1970 y continúa expandiéndose hasta el cierre de la planta en la que aún no se ha fijado la fecha. La mina retiró el asentamiento de Psatha 2 km al este a cerca de Megalópolis y Anthochori en el que se desconoce el movimiento del asentamiento. También cambió el curso del río Alfeo hacia el sur y el oeste de las minas en las que solía correr a través de Psatha, así como otro río hacia el noreste y en ese momento formó un afluente en Tripotamo en el que recibe el nombre del asentamiento. La ampliación de la mina retiró la carretera Megalopoli-Vastas, la carretera Megalopoli-Esparta y el GR-7 al sur y al este, en ese momento, la mina se convirtió en la más grande de todo el Peloponeso. Las minas de Tocnia y Kyparissia fueron extraídas más tarde. Años más tarde, la mina había llegado a la frontera del asentamiento quitando tierras de cultivo y se extendió hacia el sur, donde actualmente está cerca del bosque y se espera que esté en la línea de la carretera Tripotamo-Anthochori. No afectará el asentamiento de Tripotamo. Para cuando llegue cerca de Tripotamo, la central eléctrica puede estar programada para cerrarse. El cierre significa que el crecimiento de la población terminará.[cita requerida]